# Васюнино (Тверская область)
Васюнино— деревня в Краснохолмском районе Тверской области. Входит в Барбинское сельское поселение.

## География
Деревня находится близ автодороги 28К-0058 Тверь — Устюжна в 12 км на юго-запад от центра поселения деревни Барбино и в 13 км на юго-запад от районного центра города Красный Холм.

## История
В 1812 году в селе была построена каменная Спасская церковь с 3 престолами.   
В конце XIX — начале XX века село входило в состав Сулежской волости Бежецкого уезда Тверской губернии. В 1859 году в деревне была 32 двора. 
С 1929 года деревня входила в состав Холмцевского сельсовета Краснохолмского района Бежецкого округа Московской области, с 1935 года — в составе Калининской области, с 2005 года — в составе Высокушинского сельского поселения, с 2013 года — в составе Барбинского сельского поселения.
В годы Советской Власти — центральная усадьба колхоза "Крейсер Аврора".

## Население
| 1859 | 1989 | 2010 |
| ---- | ---- | ---- |
| 202  | ↗231 | ↘103 |

## Достопримечательности
В деревне расположена недействующая Церковь Спаса Нерукотворного Образа (1812).